# Exocarpos micranthus
Exocarpos micranthus är en sandelträdsväxtart som beskrevs av Stauff.. Exocarpos micranthus ingår i släktet Exocarpos och familjen sandelträdsväxter. Inga underarter finns listade i Catalogue of Life.